# Список заслуженных мастеров спорта СССР (альпинизм)
Заслуженный мастер спорта СССР — почётное пожизненное спортивное звание в СССР.
| 1936 год |                                  |            |                         |                          |                                          |                                      |
| 1        | Семеновский Василий Логинович    | 08.12.1936 |                         | Москва                   |                                          | 44                                   |
| 1939 год |                                  |            |                         |                          |                                          |                                      |
| 1        | Погребецкий Михаил Тимофеевич    | ??.07.1939 |                         | Киев                     | «Динамо»                                 |                                      |
| 1940 год |                                  |            |                         |                          |                                          |                                      |
| 1        | Абалаков Евгений Михайлович      | 20.07.1940 |                         | Москва                   | Московский союз художников и скульпторов | 141                                  |
| 1941 год |                                  |            |                         |                          |                                          |                                      |
| 1        | Джапаридзе Александр Бичиевич    | ??.??.1941 | 20.02.1899 — 12.10.1945 | Тбилиси                  |                                          |                                      |
| 1942 год |                                  |            |                         |                          |                                          |                                      |
| 1        | Абалаков Виталий Михайлович      | 18.06.1942 |                         | Москва                   | «Наука»                                  |                                      |
| 2        | Юхин Иван Васильевич             | ??.11.1942 |                         |                          |                                          |                                      |
| 1943 год |                                  |            |                         |                          |                                          |                                      |
| 1        | Гусев Александр Михайлович       | ??.06.1943 |                         | Москва                   | «Наука»                                  |                                      |
| 1945 год |                                  |            |                         |                          |                                          |                                      |
| 1        | Джапаридзе Александра Бичиевна   | 10.10.1945 | 11.02.1895 — 27.11.1974 | Тбилиси                  |                                          |                                      |
| 1946 год |                                  |            |                         |                          |                                          |                                      |
| 1        | Белецкий Евгений Андрианович     | ??.??.1946 |                         |                          |                                          |                                      |
| 2        | Гусак Николай Афанасьевич        | ??.??.1946 |                         |                          |                                          |                                      |
| 3        | Казакова Елена Алексеевна        | ??.??.1946 |                         | Москва                   |                                          |                                      |
| 4        | Летавет Август Андреевич         | ??.??.1946 |                         | Москва                   |                                          |                                      |
| 5        | Асланишвили Иосиф Антонович      | ??.??.1946 | ??.??.1891 — ??.??.1957 | Тбилиси                  |                                          |                                      |
| 6        | Сасоров Василий Павлович         | 23.07.1946 | ??.??.1908 — ??.??.2003 | Москва                   | «Сталинец»                               |                                      |
| 7        | Малеинов Алексей Александрович   | 10.10.1946 | ??.??.1912 — ??.??.1991 | Тбилиси                  | ОДО                                      |                                      |
| 1947 год |                                  |            |                         |                          |                                          |                                      |
| 1        | Сидоренко Александр Игнатьевич   | ??.??.1947 |                         | Москва                   | «Большевик»                              |                                      |
| 2        | Зюзин Александр Семенович        | ??.08.1947 | ??.??.1903 — ??.??.1985 | Днепропетровск           | «Сталь»                                  |                                      |
| 3        | Рототаев Павел Сергеевич         | ??.??.1947 | ??.??.1907 — ??.??.1983 |                          |                                          |                                      |
| 1948 год |                                  |            |                         |                          |                                          |                                      |
| 1        | Иванов Евгений Иванович          | ??.01.1948 |                         | Москва                   | «Торпедо»                                |                                      |
| 2        | Буданов Владимир Алексеевич      | ??.11.1948 | ??.??.1905 — ??.??.1980 | Ленинград                | «Наука»                                  | (снято в 1949, восстановлено в 1950) |
| 3        | Нестеров Виктор Филиппович       | ??.11.1948 | ??.??.1912 — ??.??.1993 | Москва                   | «Молния»                                 |                                      |
| 4        | Чередова Валентина Петровна      | ??.11.1948 | ??.??.1906 — ??.??.1994 | Москва                   | «Спартак»                                |                                      |
| 1949 год |                                  |            |                         |                          |                                          |                                      |
| 1        | Тютюнников Иван Сергеевич        | ??.08.1949 | ??.??.1916 — ??.??.1977 | Алма-Ата                 | «Большевик»                              |                                      |
| 2        | Ходакевич Сергей Ильич           | ??.08.1949 | ??.??.1904 — ??.??.1974 | Москва                   | «Крылья Советов»                         |                                      |
| 1951 год |                                  |            |                         |                          |                                          |                                      |
| 1        | Зуребиани Годжи Луарсабович      | ??.03.1951 | ??.??.1906 — ??.??.1975 | с. Жабе Грузинской ССР   | «Колмеурне»                              |                                      |
| 2        | Гварлиани Максим Давыдович       | ??.03.1951 | ??.??.1915 — ??.??.1993 | с. Местиа Грузинской ССР | «Колмеурне»                              |                                      |
| 3        | Хергиани Бекну Виссарионович     | ??.03.1951 | ??.??.1912 — ??.??.1990 | с. Местиа Грузинской ССР | «Колмеурне»                              |                                      |
| 4        | Чартолани Чичико Гаезович        | ??.03.1951 |                         | с. Местиа Грузинской ССР | «Колмеурне»                              |                                      |
| 5        | Пелевин Василий Сергеевич        | ??.09.1951 |                         | Москва                   | «Спартак»                                | 800                                  |
| 5        | Багров Анатолий Васильевич       | ??.09.1951 | ??.??.1914 — ??.??.1998 | Москва                   | «Крылья Советов»                         | 801                                  |
| 6        | Пахарькова Любовь Яковлевна      | ??.09.1951 |                         | Москва                   | «Искра»                                  | 802                                  |
| 7        | Марр Иван Георгиевич             | ??.10.1951 | ??.??.1902 — ??.??.1990 | Тбилиси                  |                                          |                                      |
| 1952 год |                                  |            |                         |                          |                                          |                                      |
| 1        | Ануфриков Михаил Иванович        | ??.??.1952 |                         |                          |                                          |                                      |
| 1954 год |                                  |            |                         |                          |                                          |                                      |
| 1        | Кузьмин Кирилл Константинович    | 15.05.1954 |                         | Москва                   | «Буревестник»                            | 963                                  |
| 2        | Колокольников Евгений Михайлович | ??.06.1954 | ??.??.1910 — ??.??.1989 | Алма-Ата                 | «Динамо»                                 |                                      |
| 3        | Рацек Владимир Иосифович         | ??.06.1954 |                         | Ташкент                  | Советская Армия                          |                                      |
| 4        | Юрасов Леонид Викторович         | ??.06.1954 | ??.??.1909 — ??.??.2002 | Москва                   | «Спартак»                                |                                      |
| 5        | Угаров Алексей Сергеевич         | ??.11.1954 |                         |                          |                                          |                                      |
| 1955 год |                                  |            |                         |                          |                                          |                                      |
| 1        | Боровиков Александр Моисеевич    | ??.12.1955 |                         | Москва                   | «Спартак»                                |                                      |
| 1956 год |                                  |            |                         |                          |                                          |                                      |
| 1        | Леонов Иван Петрович             | ??.07.1956 |                         | Москва                   | «Спартак»                                |                                      |
| 1957 год |                                  |            |                         |                          |                                          |                                      |
| 1        | Кизель Владимир Александрович    | ??.06.1957 |                         | Москва                   | «Спартак»                                |                                      |
| 1958 год |                                  |            |                         |                          |                                          |                                      |
| 1        | Филимонов Лев Николаевич         | ??.04.1958 |                         | Москва                   |                                          |                                      |
| 2        | Галустов Иван Артемович          | ??.05.1958 | ??.??.1910 — ??.??.1985 | Ереван                   | «Буревестник»                            |                                      |

## 1960
- Аркин, Яков Григорьевич

## 1961
- Кахиани, Иосиф Георгиевич

## 1963
- Овчинников, Анатолий Георгиевич
- Хергиани, Михаил Виссарионович

## 1965
- Оболадзе, Дмитрий Платонович (1915—2000)
- Романов, Борис Тимофеевич (1926—2005)

## 1966
- Ахвледиани, Леван Афрасионович (1928-?)

## 1967
- Моногаров, Владимир Дмитриевич

## 1970
- Буданов, Пётр Петрович
- Онищенко, Вячеслав Петрович (1936)

## 1973
- Клецко, Константин Борисович (1934)

## 1981
- Аграновская, Нина Семеновна (1932)

## 1982
- Балыбердин, Владимир Сергеевич (значок № 2828)
- Бершов, Сергей Игоревич
- Валиев, Казбек Шакимович
- Голодов, Юрий Федорович (1945)
- Ефимов, Сергей Борисович
- Иванов, Валентин Андреевич
- Ильинский, Ерванд Тихонович
- Москальцов, Алексей Вадимович (1952—1987)
- Мысловский, Эдуард Викентьевич
- Пучков, Владимир Николаевич (1942)
- Трощиненко, Леонид Андреевич (1945—1990)
- Туркевич, Михаил Михайлович
- Хергиани, Акакий Вахтангович (1947)
- Хомутов, Валерий Васильевич
- Хрищатый, Валерий Николаевич
- Чепчев, Сергей Георгиевич (1948)
- Черный, Николай Дмитриевич
- Шопин, Владимир Григорьевич (1949)

## 1985
- Антонович, Иван Иосифович
- Залиханов, Хусейн Чоккаевич (1917—2003)

## 1989
- Арсентьев, Сергей Анатольевич (1958—1998)
- Богомолов, Сергей Георгиевич
- Букреев, Анатолий Николаевич
- Виноградский, Евгений Михайлович
- Елагин, Василий Игоревич (1953)
- Дедий, Виктор Ульянович (1959)
- Каратаев, Владимир Александрович (1955)
- Клинецкий, Евгений Федорович (1960)
- Коротеев, Владимир Константинович
- Луняков, Григорий Евгеньевич
- Можаев, Михаил Васильевич (1958)
- Пастух, Виктор Иванович (1957—1996)
- Погорелов, Александр Григорьевич (1957)
- Сувига, Владимир Иванович
- Хайбуллин, Ринат Рашитович
- Халитов, Зинур Шагабутдинович
- Шейнов, Александр Владимирович (1958—1992)

## 1990
- Горбенко, Мстислав Мстиславович
- Иванова, Екатерина Николаевна
- Моисеев, Юрий Михайлович
- Мошников, Анатолий Иванович (1953—2011)
- Целищев, Андрей Васильевич (1964)